# 托納萬達 (紐約州普查規定居民點)
托納萬達（英語：Tonawanda）是位於美國紐約州伊利縣的普查規定居民點。

## 人口
根據2020年美國人口普查的數據，托納萬達的面積為48.30平方千米，當中陸地面積為44.80平方千米，而水域面積為3.50平方千米。當地共有人口57431人，而人口密度為每平方千米1,189.05人。